# Wijken en buurten in Edam-Volendam
De Nederlandse gemeente Edam-Volendam is voor statistische doeleinden onderverdeeld in wijken en buurten. De gemeente is verdeeld in de volgende statistische wijken:
- Wijk 00 Edam (CBS-wijkcode:038500)
- Wijk 01 Purmer (CBS-wijkcode:038501)
- Wijk 02 Volendam (CBS-wijkcode:038502)

Een statistische wijk kan bestaan uit meerdere buurten. Onderstaande tabel geeft de buurtindeling met kentallen volgens het Centraal Bureau voor de Statistiek (2008):
| CBS-buurtcode | Buurtnaam                      | Inwonertal | Opp. totaal (ha) | Opp. land (ha) | Ligging                |
| ------------- | ------------------------------ | ---------- | ---------------- | -------------- | ---------------------- |
| BU03850010    | Edam-Oude kom                  | 2740       | 71               | 63             | Locatie in de gemeente |
| BU03850011    | Industrieterrein-Oosthuizerweg | 290        | 67               | 61             | Locatie in de gemeente |
| BU03850021    | Edam III                       | 1310       | 38               | 37             | Locatie in de gemeente |
| BU03850031    | Edam-Singelwijk                | 1780       | 29               | 29             | Locatie in de gemeente |
| BU03850041    | Edam-Molenbuurt                | 1070       | 43               | 38             | Locatie in de gemeente |
| BU03850081    | Zeevangpolder                  | 20         | 127              | 123            | Locatie in de gemeente |
| BU03850091    | Zuidpolder                     | 50         | 244              | 237            | Locatie in de gemeente |
| BU03850109    | Purmerpolder                   | 110        | 648              | 634            | Locatie in de gemeente |
| BU03850200    | Volendam-Oude Kom              | 3220       | 68               | 65             | Locatie in de gemeente |
| BU03850201    | Volendam-Planetenbuurt         | 2140       | 53               | 52             | Locatie in de gemeente |
| BU03850202    | Volendam-Blokgouw 4, 5 en 6    | 2150       | 28               | 26             | Locatie in de gemeente |
| BU03850203    | Volendam-Blokgouw 7 en 8       | 2530       | 35               | 30             | Locatie in de gemeente |
| BU03850204    | Volendam-Blokgouw 3            | 1720       | 20               | 18             | Locatie in de gemeente |
| BU03850205    | Volendam-Blokgouw 1 en 2       | 2830       | 46               | 44             | Locatie in de gemeente |
| BU03850206    | Volendam-Rozettenbuurt         | 1740       | 48               | 47             | Locatie in de gemeente |
| BU03850207    | Volendam-Bloemenbuurt          | 1310       | 24               | 24             | Locatie in de gemeente |
| BU03850208    | Volendam-Industriegebied       | 160        | 61               | 59             | Locatie in de gemeente |
| BU03850209    | Volendam-Middengebied          | 3260       | 44               | 42             | Locatie in de gemeente |